# معركة قطسيفون (165)
كانت معركة قطسيفون في عام 165 بعد الميلاد جزءً من الحروب الرومانية الفرثية. لقد حاول الفرثيون الاستيلاء على أرمينيا في السنوات السابقة، لكنهم فشلوا في ذلك، لكن هجومًا مضادًا رومانيًا جعلهم يفرضون حصارًا ناجحًا ويستولون في النهاية على قطسيفون.

## العواقب
ومثل محاولات الغزو السابقة، لم يقم الرومان بأي محاولة لاحتلال قطسيفون بشكل دائم. في النهاية، تمكن الفرثيون من إعادة التجمع. ومع ذلك، أصبحوا أضعف بشكل مطرد، مع تقديم المزيد من الامتيازات للإمبراطورية الرومانية والنبلاء الفرثيين والممالك التابعة.